# Championnat de La Réunion de football
Le championnat de La Réunion de football, également appelé Régional 1, est le championnat annuel de football masculin de plus haut niveau de la ligue réunionnaise de football. Il regroupe les 14 meilleurs clubs de la Réunion.
Créé en 1950 sous le nom « Division d'Honneur de la Réunion », il devient en 1992 « Division 1 promotionnelle », puis « Division 1 régionale » en 2016, et reçoit en 2017 son nom actuel de « Régionale 1 » (R1).
La JS Saint-Pierroise est le club le plus couronné de la compétition avec 22 titres. C'est également la seule équipe depuis la création du championnat en 1950 à n'avoir jamais connu la descente en division inférieure. L'AS Saint-Louisienne est celui qui a remporté le plus de titres consécutifs, à savoir huit titres entre 1963 et 1970.
Le AS Excelsior est l'actuel tenant du titre, depuis son sacre lors de l'édition 2023 du championnat.

## Histoire

### 1950-1956: création du championnat et domination de la Section Sportive Patriote
|                                                                                            |
| Maillot de la Section sportive Patriote, vainqueur des premiers championnats de la Réunion |

Créée en 1950, la compétition réunit les meilleures équipes de l'île. Les premières saisons sont dominées par la Section Sportive Patriote, qui remporte 5 des 6 premiers championnats de la Réunion. Seule la saison 1952 lui échappe, au profit de la Société Sportive Jeanne d'Arc, club de la ville du Port. Aujourd'hui, très peu d'informations existent sur cette période du championnat et sur l'organisation et le déroulement des compétitions.

### 1956-1961: création de la LRF et première période victorieuse pour la Saint-Pierroise

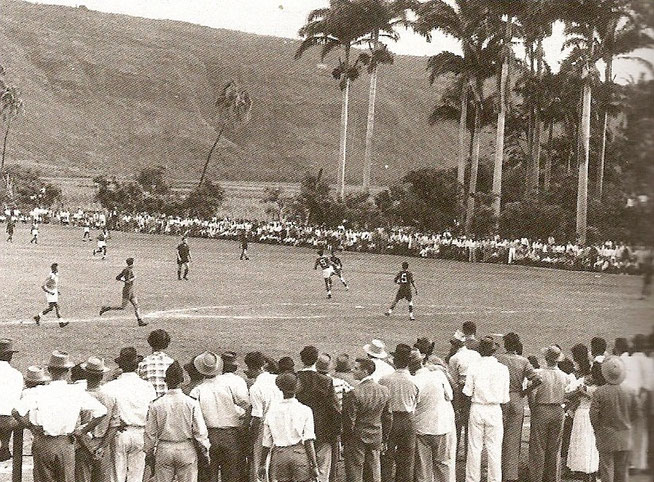
La Jeanne d'Arc (en shorts blancs) reçoit la Patriote (en shorts noirs) sur le terrain de Savanna lors de la saison 1956

Le premier championnat sous l'égide de la Ligue Réunionnaise de Football a lieu en 1956. La création de la LRF a lieu le 19 février à l'Hôtel de l'Europe à Saint-Denis et est constituée officiellement le 9 mars. Le premier président est Gabriel Macé. Avec ses 3 commissions (Statuts et règlement, Arbitrage et Discipline), la Ligue met aussi en place des cours d'arbitrage.
Lors du championnat 1956, les matchs se déroulent sur les trois meilleurs terrains de la Réunion, à savoir le stade de la redoute à Saint-Denis, le stade Léonus Bernard à Saint-Pierre et le stade de Savannah à Saint-Paul. La Saint-Pierroise obtient au terme d'une saison serrée son premier titre de l'histoire avec seulement deux points d'avance sur son dauphin, la Société Sportive Partiote. Dans le bas de tableau, la SS Tamponnaise, le O Dynamo et l'US St Andréenne sont relégués en division inférieure. Durant cette saison le joueur Saint-Pierrois Thirel est suspendu jusqu'au 31 décembre 1957 à la suite du match entre la St Pierroise et la SS Patriote. On notera aussi la suspension de Noël Thérézo en 1956 et en 1957 pour s'être inscrit dans 2 clubs et avoir participé à des matchs alors qu'il était suspendu. Le 13 mai 1956, le match opposant le Bourbon Club à la SS Indépendante est arrêté à la 35e minute à la suite de la blessure du gardien du Bourbon C alors que le score était d'un but partout. Le Bourbon C déclare forfait. La semaine suivante, ce sont les juniors dionysiens qui quittent le terrain devant la Royal Star. Le 16 septembre, le terrain est envahi lors du match opposant la SS Patriote à Charles de Foucauld.
En 1957, le nombre de clubs en championnat est réduit à 10, contre 12 en 1956. Cette saison marque le deuxième titre de la Saint-Pierroise dans l'élite du football réunionnais, finissant avec 25 points, soit trois points de plus que son dauphin, le Bourbon C, dont les dirigeants décident de ne pas inscrire le club pour la saison 1958. Côté relégation, la SS Royal et la SS Saint-Pauloise descendent en division inférieure. À noter que la SS Saint Pauloise est la toute première équipe à déclarer forfait général dans le championnat Réunionnais, après 9 matchs et autant de défaites. Leur différence de but était déjà de 1-21 après leurs 3 premiers matchs. Le 16 février 1957, la LRF est reconnue par la Fédération Française de Football.
Le championnat 1958 est marqué par le premier titre de champion de la Réunion de la SS Saint-Louisienne, quand la JS Saint-Pierroise, alors champion en titre, finit à la troisième place. À la suite d'une restructuration de la division d'honneur, aucun club n'est relégué en fin de saison. Le 7 décembre, le match opposant la Saint-Louisienne à la Charles de Foucauld est arrêté à la 43e minute. La Saint Louisienne, qui perd sur tapis vert, conteste le résultat en portant l'affaire devant la Fédération Française, sans succès. Lors de cette saison, la ligue réalise des stages d'arbitres : Monsieur Malet et Monsieur George Payet sont les premiers majors de promotion.
Lors du championnat 1959, les clubs sont séparés dans des groupes de huit, appelés Zone de Saint Denis-Saint Benoît et Zone de Saint Pierre. Il s'ensuit les demi-finales où les premiers de chaque zone s'affrontent, ainsi que les deuxièmes. La finale oppose les deux vainqueurs de ces demi-finales. Les matchs des demi-finales voit la Saint-Pierroise (premier de la zone de Saint-Pierre) l'emporter 4 buts à 1 face à la SS Juniors Dionysiens (premier de la zone Saint-Denis-Saint-Benoît), quand la SS Charles de Foucauld (deuxième de la zone Saint-Pierre) l'emporte 4 buts à 2 face à la SS Escadrille (deuxième du groupe Saint-Denis-Saint-Benoît). En finale, la Saint-Pierroise décroche son troisième titre en battant la SS Escadrille sur le score de 4 buts à 2 (après prolongations). Côté relégation, 5 clubs descendent en division inférieure, à savoir la SS Jeunesse Musulmane, la SS Franco, l'US Bénédictine la SS Indépendante et la SS Faucons. Durant cette saison, le stade de Saint-Louis est suspendu du début du championnat jusqu'au 30 juin. L'APECA Sports, inscrit en Division d'Honneur Zone de Saint Pierre a préféré rester en division inférieure. La zone de Saint-Pierre qui devait ainsi accueillir 8 clubs, ne voit finalement que sept équipes dans son groupe. On notera également le score de 22-0 infligé par la Saint-Pierroise à la SS Faucons le 28 juin, ce qui reste encore aujourd'hui le record du plus grand écart dans un match du championnat Réunionnais.
En 1960, le championnat est de retour avec un seul groupe de dix clubs. La compétition voit la Saint-Pierroise empocher son quatrième titre de champion, avec 7 points d'avance sur la Jeanne d'Arc, deuxième. Côté relégation, seule la SS Excelsior est reléguée en division inférieure. La SS Cadets Saint-Pierrois, neuvième et avant- dernière du championnat, parvient à se maintenir an gagnant le match de barrage contre le deuxième de division 2, la SS Jeunesse Musulmane, sur le score de 5-0. Début 1960, Gabriel Mace démissionne de son poste de président de la Ligue après son élection à la mairie de Saint-Denis. Il est remplacé par Olivier Payet.
La saison 1961 est une nouvelle fois synonyme de réussite pour la Saint-Pierroise, qui glane son cinquième titre en 6 ans. On notera le retour gagnant du Bourbon C dans l'élite du football réunionnais, finissant deuxième à 2 points seulement de la JSSP. Dans le bas de tableau, la SS Charles de Foucauld, la SS Royal Star et la SS Escadrille sont relégués. La SS Charles de Foucauld déclare forfait à 4 matchs de la fin du championnat. La saison est marquée par de nombreux problèmes de discipline perturbant la compétition : en août, la Royal star quitte le terrain face à la Saint Pierroise ; en décembre, le Bourbon Club fait de même face aux Cadets Saint Pierrois tandis qu'en septembre, le derby entre la Saint Pierroise et la Saint Louisienne est arrêté à la 72e minute. Le 30 juillet, lors de la rencontre entre le Royal Star et le Bourbon club, l'avant centre Ahmed Abdul réalise l’exploit de marquer six buts dans la rencontre, permettant ainsi au Bourbon C de gagner largement 6 buts à 0.

### 1962-1970: La décennie verte

Ancien logo de l'AS Saint-Louisienne.

Le championnat 1962 se dispute avec seulement 7 clubs engagés (un record) : le Bourbon C, initialement inscrit au championnat, ne participe finalement à aucune rencontre. La compétition est remportée par la Section Sportive Patriote, avec seulement 2 points d'écart sur son dauphin, qui n'est autre que la Saint-Pierroise. Côté relégation, seule la Jeanne d'Arc descend en division inférieure. À savoir que des échanges ont été réalisés avec l'île Maurice : ainsi la Fire Brigade, l'Hidu Cadets et la Police SC (3 clubs de l'île sœur) jouent à la Réunion, tandis que la Patriote et la Saint-Louisienne vont chez les Mauriciens.
En 1963, le championnat (qui compte cette fois-ci huit clubs) est remporté par la SS Saint-Louisienne, avec 2 points d'avance sur la Saint-Pierroise. En bas du tableau, les Cadets Saint-Pierrois et les Juniors Dionysiens sont relégués.
La saison 1964 est sur la même lignée que la saison 1963, avec une bataille entre la Saint-Louisienne et la Saint-Pierroise, finalement remportée par la Saint-Louisienne, cette fois-ci avec 1 point d'avance. Seul le Bourbon C (le promu de cette saison) est relégué en division inférieure. À savoir également que le 7 juin, les joueurs du Bourbon Club quittent le terrain à la 80e minute pour protester contre un penalty accordé à la Saint-Louisienne.
La saison 1965 marque le retour d'un championnat à 10 clubs. Les matchs commencent le premier Mai (une date particulièrement tardive pour la compétition) et le dernier match n'a lieu que le 16 janvier 1966. Cette saison marque le quatrième titre de la Saint-Louisienne, qui s'impose avec 5 points d'écart sur la SS Tamponnaise, deuxième du championnat. En bas du tableau, la saison est catastrophique pour les Juniors Dionysiens qui sont derniers et relégués en présentant le plus mauvais bilan de toute l'histoire du championnat avec 18 défaites en 18 matchs. Lors de cette saison, Payet quitte la présidence de la LRF en faisant un « crime contre le Football » après avoir détruit des archives de la Ligue. Dominique Sauger le remplace à la tête de la LRF.
Le championnat 1966 voit une nouvelle fois la Saint-Louisienne s'imposer devant la SS Tamponnaise, cette fois-ci avec 7 points d'écart. Le club Saint-Louisien réussi l’exploit de ne pas perde un seul match lors de sa saison (13 victoires, 5 nuls, 0 défaites), une première dans l’histoire du football péi. Côté relégation, l'Excelsior finit dernier et passe en division inférieure, tandis que le Stade Saint-Paulois, avant-dernier, perd le match de barrage face aux Cadets Saint-Louisien.
En 1967, la ligue décide que tous les matchs se jouent sur terrain neutre pour lutter contre l'indiscipline des supporters. Cette décision ne stoppe pas la série de la Saint-Louisienne, qui empoche son cinquième titre consécutif (et son sixième au total) avec 4 points d'avance sur la Patriote, deuxième. En bas de tableau, les deux promus de la saison, à savoir les Cadets Saint-Louisien et le Bourbon C, sont relégués en division inférieure, les Cadets finissant à la dernière place et le Bourbon C, avant-dernier, perdant en match de barrage face à la SS Excelsior sur le score de deux buts à zéro.
La saison 1968 se déroule dans les mêmes conditions qu'en 1967, tous les matchs se jouant sur terrains neutres. Le championnat, cette fois-ci plus serré, est malgré tout remporté une nouvelle fois par la SS Saint-Louisienne, avec 1 point d'avance sur son principal rival, la Jeanne d'Arc. Côté relégation, la SS Dynamo et la SS Excelsior passent en division inférieure. La saison se termine fin septembre pour laisser la place à la coupe de la Réunion et coupe Régionale de France qui se jouent jusqu'en décembre.
Le championnat 1969 marque le retour du système des matchs à domicile et à l'extérieur. Dans le haut de tableau, rien ne change par rapport à la saison 1968 : la Saint-Louisienne l'emporte une nouvelle fois pour 1 point d'avance sur la Jeanne d'Arc. Côté relégation, seule l'AS Marsouins passe en division inférieure. Le 31 août, le match entre la JS Saint Pierroise et la SS Tamponnaise est arrêté à la 41e minute. Le score final est celui enregistré au moment de l'arrêt.
Pour la saison 1970, le règlement stipule que si deux clubs ont le même nombre de points, un match de barrage est disputé. La Saint-Louisienne et la SS Excelsior (fraîchement promue) se retrouvent ainsi premiers ex æquo avec 45 points tous les deux. Le match de barrage pour déterminer le champion est remporté par la Saint-Louisienne, qui obtient son neuvième titre de champion, ainsi que son huitième titre consécutif (un record). Lors de cette saison, aucun club n'est relégué ou promu à la suite d'un scandale touchant la poule de promotion. Le 16 août, le match entre la SS Tamponnaise et la SS Patriote est arrêté à la 40e minute alors que la Tamponnaise mène sur le score de 1 but à 0. L match est rejoué le 20 septembre. À savoir qu'avant le début du championnat, le Stade Saint-Paulois perd son meneur Roland Chane-Yook qui décède accidentellement à 26 ans seulement. Une minute de silence est observée lors de la première journée de championnat dans les différents stades de l'île en sa mémoire.
À la fin de la saison 1970, La Saint-Louisienne est le club le plus titré du championnat avec 9 sacres, contre 6 pour la SS Patriote, 5 pour la Saint-Pierroise et 1 pour la SS Jeanne d'Arc.

### 1971-1979: La Saint-Pierroise de Michel Volnay et les graves débordements de Juillet 1971
La décennie 1970 réussit bien à la JS Saint-Pierroise. Menée par l'avant centre Michel Volnay, le club gagne 6 nouveaux titres de 1971 à 1979 (1971, 1972, 1973, 1975, 1976 et 1978) quand la Saint-Louisienne connaît une forte période d'instabilité, et ne gagne pas un seul championnat. C'est également lors de cette décennie que la SS Excelsior, le FC Ouest et la SS Saint-Pauloise remportent leur premier titre (respectivement en 1974, 1977 et 1979).
Le championnat 1971 marque la fin du règne Saint-Louisien qui échoue à la deuxième place, 5 points derrière la Saint-Pierroise, champion. Côté relégation, la SS Jeunesse Musulmane passe en division inférieure. Cependant, la saison est surtout marquée par les graves débordements du 25 Juillet 1971 au stade Achille Prémont. Le match oppose la Saint-Pauloise, alors en tête du championnat, au FC Ouest, l'autre club de Saint-Paul. C'est après le match que des joueurs, des responsables du FC Ouest et des arbitres font l'objet d'agressions. Le pare-brise d'un des dirigeants du FC Ouest vole en éclats à la suite d'un jet de galet. De nombreuses plaintes ont été déposées à la suite de cet incident. Dans son édition du 28 juillet, le journal de l'île indique que « la LRF sera appelée à prendre des sanctions exemplaires ». Le 29 Juillet 1971, la Ligue Réunionnaise de Football décide de suspendre le Stade Saint-Paulois jusqu'à fin 1973 de toutes compétitions. La sanction est confirmée par la Fédération Française le 23 Septembre 1971. Cette suite d'événements conduit le Stade Saint-Paulois à sa dissolution fin 1971, alors que le club réalisait sa meilleure saison en championnat.
La saison 1972 est beaucoup plus calme que la saison 1971 : la Saint-Pierroise devient championne pour la septième fois avec 7 points d'avance sur la SS Patriote, deuxième. Seule la SS Tamponnaise, dernière, est reléguée.
Pour la saison 1973, le nombre de clubs passe de 10 à 13. La Saint-Pierroise empoche son huitième titre avec 4 points d'avance sur la SS Excelsior, deuxième. En bas de tableau, l'AS Poussin, la SS Cadets Saint-Louis et l'AS Marsouins sont relégués. La SS Jeunesse Musulmane, dixième et barragiste, parvient à conserver sa place dans l'élite du football Péi en gagnant le match de barrage contre la SS Royal Star sur le score de deux buts à un. À savoir que le match entre la SS Saint-Pauloise et le FC Ouest prévu le 6 Mai est repoussé par crainte que les événements de Juillet 1971 se reproduisent. Le match se joue finalement le 8 juillet et est délocalisé à Saint-Denis au Stade de la Redoute. À savoir aussi que cette saison, le titre de meilleur buteur est remporté par le joueur Saint-Pierrois Michel Volnay avec un total impressionnant de 44 buts en 24 matchs. C'est également lors de cette saison que Dominique Sauger est remplacé par Francis Coré à la tête de la LRF.
Le championnat 1974 compte 12 clubs, soit un de moins que la saison 1973. La compétition est marquée par le premier titre de champion de la SS Excelsior, 34 ans après sa création. La Saint-Pierroise échoue à la deuxième place, 7 points derrière le club de Saint-Joseph. Côté relégation, l'USSA Léopards et le Racing Saint-Pierre passent en division inférieure, quand la SS Saint-Pauloise sauve sa peau en remportant le barrage face à la SS Escadrille.

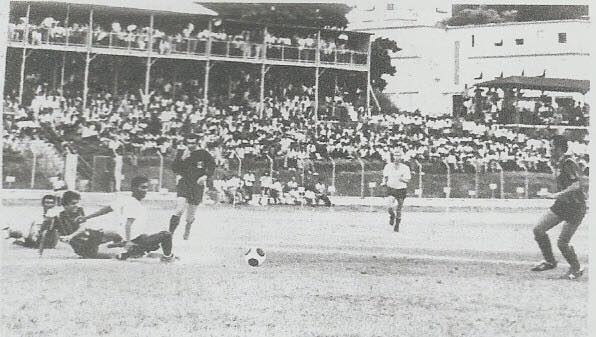
Michel Volnay (en blanc au premier plan) lors d'un match de la Saint-Pierroise

La saison 1975 oppose la Saint-Pierroise, 8 fois championne de la Réunion, à la SS Excelsior, championne en titre. Au terme d'un duel acharné tout au long de la saison, les deux clubs se retrouvent à égalité de points à la fin du championnat. Une grande finale est alors organisée au Stade de la Redoute pour déterminer le champion. Devant près de 10 000 spectateurs venus assister à cette finale, la Saint-Pierroise l'emporte finalement face aux tangos sur le score de 4 buts à 1. En bas de tableau, la SS Jeunesse Musulmane et la SS Jeanne d'Arc sont reléguées en deuxième division.
La saison 1976 est une nouvelle fois une saison serrée que la Saint-Pierroise parvient à remporter avec seulement 2 points d'avance sur les deuxième et troisième, qui sont respectivement le FC Ouest et l'US Bénédictine. Côté relégation, la SS Dominicaine et l'US Cambuston sont reléguées en division inférieure quand la SS Tamponnaise parvient à se maintenir dans l'élite du football réunionnais en remportant son match de barrage face à l'ASC Monaco sur le score de 2 buts à 0.
Le championnat 1977 représente le premier et unique titre de champion de la Réunion du FC Ouest (et le premier titre de l'histoire pour la ville de Saint-Paul), avec 5 points d'avance sur la SS Excelsior, deuxième. En bas de tableau, la SS Tamponnaise et la SS Juniors Dionysiens sont reléguées en division inférieure. Le 19 juin, le match entre le CS Sainte-Marie et le FC Ouest se termine sur le score de 1-1, mais à la suite de la rencontre, le FC Ouest est désigné par la LRF vainqueur de la rencontre. Le 11 septembre, la Saint-Louisienne perd cette fois-ci son match contre le CS Sainte-Marie après l'arrêt de la rencontre.
La saison 1978 réussit à la Saint-Pierroise, qui remporte le championnat avec 3 points d'avance sur le CS Saint-Denis, deuxième. La SS Charles de Foucauld et l'US Saint-Joseph sont quant à elles reléguées en deuxième division.
Pour le championnat 1979, la compétition est remportée deux fois par la SS Saint-Pauloise, deux ans après le titre de son rival, le FC Ouest. L'US Bénédictine termine deuxième avec huit points de retard sur le champion. Côté relégation, la SS Excelsior et le CS Sainte-Marie sont relégués en deuxième division. Avec la SS Excelsior, c'est la première fois qu'un ancien champion de la Réunion est relégué. À savoir que pour la troisième année consécutive, le joueur du CS Saint-Denis Augustin est le meilleur buteur du championnat. À savoir aussi que les deux clubs Saint-Paulois ont changé de stade durant la saison. À partir du mois de septembre, ils évoluent dans le tout nouveau Stade Olympique. Quant à Michel Volnay, célèbre avant-centre, il est absent de cette saison, car suspendu d'avril à septembre.

### 1980-1999: des saisons serrées et de nouveaux challengers
Les décennies 1980 et 1990 sont quant à elles beaucoup plus serrées : en effet, aucun club n'arrive à tenir plus de deux saisons de suite le titre de champion de la Réunion pendant cette période. Les années 1980 correspondent cependant à l'âge d'or de la SS Saint-Pauloise qui remporte 4 de ses 5 titres durant cette décennie (1981, 1983, 1985 et 1986), et qui se place très régulièrement dans les premières positions du classement. Le CS Saint-Denis remporte quant à lui les titres 1980, 1984 et 1987. Quant à la Saint-Louisienne et la Saint-Pierroise, elles remportent chacune un titre (respectivement en 1988 et 1989). Les années 1990 sont marquées quant à elles par les premiers titres de l'US Stade Tamponnaise dans la compétition (en 1991, 1992 et 1999). En 1992, le championnat est désormais appelé « Division 1 Promotionnelle » et passe de 14 à 12 équipes. Cinq ans plus tard en 1997, la D1P repasse à 14 clubs en prévision des Jeux des Îles en 1998 qui se déroulent à la Réunion. C'est aussi dans cette décennie que le CS Saint-Denis remporte son dernier titre en 1995. Enfin, la Saint-Pierroise rajoute 4 championnats à son palmarès (1990, 1993, 1994 et 1996), contre 2 pour la Saint-Louisienne (1997 et 1998). À noter que durant ces deux décennies, le deuxième du championnat est très souvent à trois, deux, un point ou même à égalité avec le vainqueur.
Le championnat 1980 est remporté pour la première fois par le CS Saint-Denis, avec 4 points d'avance sur son dauphin qui n'est autre que la SS Saint-Pauloise. En bas de tableau, l'ASC Monaco, la SS Patriote et l'AS Saint-Phillipe (qui perd le match de barrage face à l'AS Poussins) sont relégués en division inférieure. Lors de cette saison, la LRF passe la barre des 10 000 licenciés, ce qui montre l’engouement important des Réunionnais pour le football. À savoir que la saison suivante, l'AS Poussins, qui est l'équipe B de la SS Patriote, joue une division au-dessus de cette dernière.
En 1981, la SS Saint-Pauloise remporte le deuxième titre de son histoire avec seulement un point d'avance sur l'US Bénédictine, deuxième. Le titre de meilleur buteur est remporté par Dominique Auré. Côté relégation, l'US Possessions, l'AS Poussins et la SS Tamponnaise passent en division inférieure.
Pour le championnat 1982, c'est la SS Saint-Louisienne qui devient championne au terme d'une saison très serrée. Les verts sont suivis de près par le CS Saint-Denis, la SS Patriote et la JS Saint-Pierroise, tous les trois à 3 points du champion. En bas de tableau, la SS Jeanne d'Arc et le RC Saint-Pierre sont relégués. Le 19 Décembre, la SS Tamponnaise et le stade Tamponnais fusionnent pour former l'Union Sportive Stade Tamponnaise.
La saison 1983 est encore plus serrée que la saison précédente : en effet, à la fin de la saison, la SS Saint-Pauloise, le FC Ouest et l'USSA Léopards se retrouvent tous les trois premiers ex æquo avec 51 points. Trois matchs sont alors organisés : le match SS Saint-Pauloise - FC Ouest, remporté par la Saint-Pauloise 1 but à 0 ; le match FC Ouest - USSA Léopards, remporté par le FC Ouest 4 buts à 1 ; et le match SS Saint-Pauloise - USSA Léopards, remporté par la SS Saint-Pauloise 2 buts à 0. C'est ainsi que la SS Saint-Pauloise, qui a remporté ses deux matchs, est déclarée championne de la Réunion devant le FC Ouest qui remporte 1 de ses 2 matchs. L'USSA Léopards, qui n'a remporté aucun des deux matchs, est déclaré troisième. En bas de tableau, l'ASC Monaco et l'US Possession sont relégués en division inférieure. À savoir que le 29 Mai, le match entre la Saint-Louisienne et la Saint-Pierroise est arrêté à cause d'une panne d'électricité, empêchant l'éclairage du terrain. Il est rejoué le 7 Août. Il y a également une grève des arbitres le 25 Septembre.
Le championnat 1984 voit le CS Saint-Denis s'imposer une nouvelle fois. La SS Saint-Pauloise, championne en titre, termine deuxième. Côté relégation, la SS Excelsior et le RC Saint-Pierre passent en division inférieure.
En 1985, la SS Saint-Pauloise remporte une nouvelle fois le titre de champion avec un petit point d'avance sur la Saint-Pierroise, deuxième. L'AS Poussins et l'AS Marsouins sont quant à eux relégués en division inférieure.
Pour le championnat 1986, la SS Saint-Pauloise remporte son dernier titre de champion avec 3 points d'avance sur le deuxième, qui n'est autre que le CS Saint-Denis. En bas de tableau, l'US Cambuston est reléguée en division inférieure. Initialement, la SS Capricorne devait être également reléguée, mais la ligue a décidé de sanctionner le CS Sainte-Marie pour avoir « utilisé 3 joueurs avec des licences irrégulières sur la quasi-totalité des rencontres du championnat, leur permettant d'utiliser sciemment de 4 à 5 mutés par matchs, et donc d'avoir faussé le championnat de Division d'Honneur 1986 ». Les sanctions sont lourdes : le club est rétrogradé en division inférieure, le secrétaire du CS Sainte-Marie est suspendu pour 5 mois et le président est radié.
La saison 1987 voit le CS Saint-Denis remporter son troisième titre de champion une nouvelle fois devant la SS Saint-Pauloise, deuxième. En bas de tableau, la SS Jeanne d'Arc et l'AS Saint-Phillipe sont reléguées.
Le championnat 1988 est remporté par la SS Saint-Louisienne avec 1 point d'avance sur l'US Stade Tamponnaise, deuxième. Côté relégation, l'ESCE Ravine Creuse et l'ASC Monaco passent en division inférieure.
Pour le championnat 1989, la Saint-Pierroise remporte son douzième titre avec 4 points d'avance sur le CS Saint-Denis, deuxième. L'US Bénédictine et l'US Sainte-Anne sont quant à elles reléguées. Le 30 août, le match entre l'USSA Léopards et la SS Saint-Louisienne fut arrêté à la suite d'une alerte à la bombe. Les Léopards ont dû jouer tous leurs matchs suivants sur terrain neutre.
La saison 1990 est une nouvelle fois une saison très serrée : en effet, à la fin du championnat, la JS Saint-Pierroise et l'US Stade Tamponnaise se retrouvent premières ex æquo avec 63 points toutes les deux. Une finale est alors jouée et est remportée par la JS Saint-Pierroise, qui obtient donc son treizième titre de champion de la Réunion. En bas de tableau, l'US Cambuston et la SS Capricorne sont reléguées en division inférieure.
En 1992, l'US Stade Tamponnaise parvient à décrocher son premier titre, dix ans après sa création. Le club obtient 61 points, soit 9 points de plus que son poursuivant, qui n'est autre que le CS Saint-Denis. La SS Patriote et la SS Gauloise descendent quant à elles en division inférieure (à noter que l'USST n'a perdu aucun match lors de cette saison). Le 17 Décembre 1992, la ligue réunionnaise de football devient un membre associé à la CAF, ce qui lui permet d'engager une de ses équipes dans la coupe des clubs champions africains, et par la suite dans la ligue des champions de la CAF.
Le championnat 1993 voit la JS Saint-Pierroise renouer avec le titre en obtenant la première place grâce à une meilleure différence de buts que la CS Saint-Denis, deuxième avec le même nombre de points. Le club Saint-Pierrois devient ainsi le premier club réunionnais à participer à la coupe des clubs champions africains, en 1994. En bas de tableau, le SS Dynamo et le FC Ouest passent en division inférieure.
En 1994, la JSSP est sacrée une nouvelle fois championne, et participe donc par la suite à la coupe des clubs champions africains 1995. Le club finit avec deux points d'avance sur l'USST, deuxième. En bas de tableau, les deux promus de la saison (la SS Excelsior et le CS Sainte-Marie) sont aussitôt relégués.
La saison 1995 représente le dernier titre de champion du CS Saint-Denis dans l'élite du football réunionnais, qui se qualifie ainsi pour la coupe des clubs champions africains 1996. L'USST finit une nouvelle fois deuxième, cette fois-ci avec trois points de retard sur le club dionysien. Le MJC Sainte-Suzanne et l'AS Marsouins sont quant à eux relégués en division inférieure.
Le championnat 1996 voit une nouvelle fois la Saint-Pierroise l'emporter à la différence de buts, cette fois-ci face à la SS Saint-Louisienne, toutes les deux avec 65 points. Le club Saint-Pierrois se qualifie ainsi pour la ligue des champions de la CAF 1997. Cette saison, seule la SS Saint-Pauloise est reléguée en division inférieure.
En 1997, c'est la SS Saint-Louisienne qui est sacrée championne et qui est qualifiée pour la ligue des Champions de la CAF 1998. L'USST est une nouvelle fois deuxième, cette fois-ci avec 6 points de retard sur le club Saint-Louisien. Le CS Sainte-Marie est relégué en division inférieure. Cette saison marque également la relégation administrative du CS Saint-Denis, en proie à des difficultés financières. Le club disparaît en Janvier 1998, ce qui représente l'une des premières grosses pertes du football réunionnais.
La saison 1998 voit la SS Saint-Louisienne enchaîner sur un deuxième titre de suite, et se qualifie ainsi pour la ligue des Champions de la CAF 1999. L'USST, une nouvelle fois deuxième avec 3 points de retard sur la Saint-Louisienne, se console cette fois-ci en se qualifiant grâce à cette deuxième place à la coupe de la CAF 1999. En bas de tableau, les deux promus (la SS Capricorne et la SS Dynamo) descendent en division inférieure.
En 1999, l'US Stade Tamponnaise obtient enfin son deuxième titre et se qualifie pour la ligue des Champions de la CAF 2000. La JS Saint-Pierroise, deuxième à 8 points du club Tamponnais, est qualifiée pour la coupe de la CAF 2000. En bas de tableau, l'AS Domenjaud et l'US Bénédictine passent en division inférieure.

### 2000-2010: L'épopée de l'USST

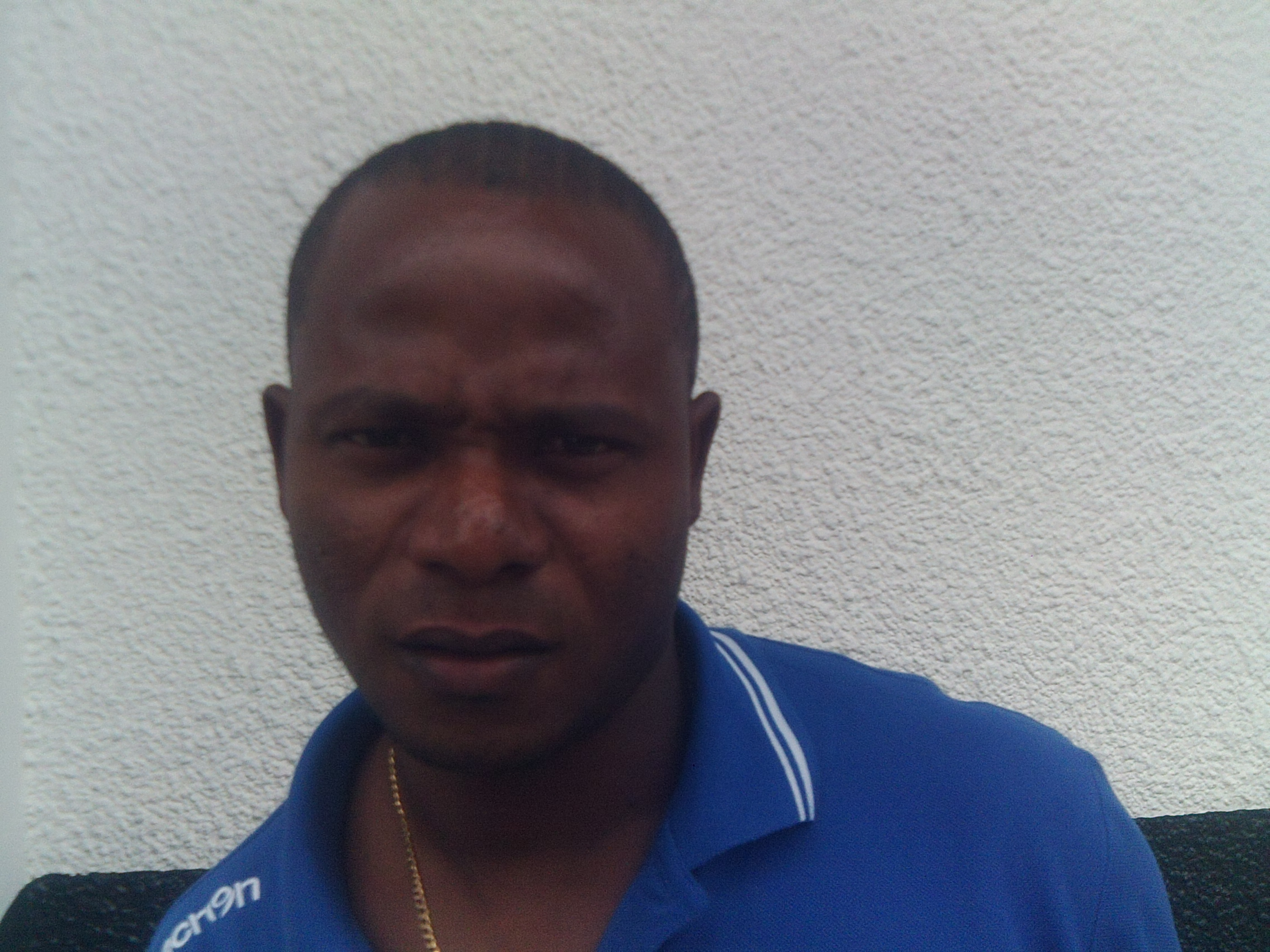
Le mauricien Jimmy Cundassamy, 4 fois vainqueur du championnat de la Réunion avec l'USST

La décennie 2000 réussit à l'USST qui remporte tous les titres de 2003 à 2010, excepté le championnat 2008 où la Saint-Pierroise s'est imposée avec 1 point d'avance sur l'équipe du Tampon.
Le passage à la décennie 2000 est marqué par le 1er et unique titre de l'histoire de l'AS Marsouins, avec seulement deux points d'écart sur son dauphin de l'US stade Tamponnaise. L'AS Marsouins se qualifie pour la ligue des Champions de la CAF 2001. Lors de cette saison, aucune place qualificative n'est proposée pour la coupe de la CAF 2001. En bas de tableau, l'US Cambuston et la Saint-Pauloise FC sont reléguées en division inférieure.
En 2001, c'est la SS Saint-Louisienne qui s'impose au terme d'un duel très serré face à la JS Saint-Pierroise, qui finissent toutes les deux avec le même nombre de points. La Saint-Louisienne est qualifiée pour la ligue des Champions de la CAF 2002, tandis que la Saint-Pierroise se qualifie pour la coupe de la CAF 2002. Côté relégation, l'US Saint-André Léopards, la SS Sainte-Rosienne et la RS Sainte-Suzanne passent en division inférieure.
La saison 2002 voit la Saint-Louisienne enchaîner sur un deuxième titre de suite, en réalisant une excellente saison (une seule défaite), et en finissant avec 15 points d'avance sur son dauphin, qui n'est autre que l'US Stade Tamponnaise. La SS Saint-Louisienne se qualifie pour la ligue des Champions de la CAF 2003, tandis que l'USST gagne un ticket pour la coupe de la CAF 2003. En bas de tableau, le FC Pont d'Yves et le FC Avirons sont relégués.
Le championnat 2003 voit l'US Stade Tamponnaise renouer avec le titre, en finissant première grâce à une meilleure différence de buts que la SS Saint-Louisienne, deuxième. L'USST est qualifiée pour la ligue des Champions de la CAF 2004 tandis que la SS Saint-Louisienne est qualifiée pour la coupe de la CAF 2004 (c'est la dernière fois que cette place qualificative est proposée). Côté relégation, l'US Saint-André Léopards et la SS Capricorne passent en division inférieure. La SS Dynamo, neuvième à la fin de la saison, est quant à elle rétrogradée administrativement.
En 2004, l'USST remporte une nouvelle fois le titre, cette fois-ci avec 4 points d'avance sur la SS Excelsior, deuxième. Le club Tamponnais est qualifié pour la ligue des champions de la CAF 2005, cependant, le club n'y participe pas. En bas de tableau, les deux promus (le FC Pont d'Yves et l'US Cambuston) passent en division inférieure.
La saison 2005 voit l'USST enchaîner sur un troisième titre d'affilée, cette fois-ci avec 1 point d'avance sur Excelsior, deuxième. Les Tamponnais se qualifient pour la ligue des Champions de la CAF 2006. Côté relégation, le FC Avirons, l'US Sainte-Marienne et l'AS Chaudron passent en division inférieure.
L'US Stade Tamponnaise continue sur sa lancée et remporte un quatrième titre d'affilée en 2006, cette fois-ci avec 7 points d'avance sur la JS Saint-Pierroise, qui finit deuxième. L'USST se qualifie une nouvelle fois pour l'édition 2008 de la ligue des champions de la CAF. En bas de tableau, l'US Bénédictine et la JS Cressonière passent en division inférieure.
Le championnat 2007 profite une nouvelle fois à l'USST qui remporte un cinquième titre d'affilée, avec 7 points d'avance sur l'AS Excelsior, deuxième. Le club Tamponnais est qualifié pour la ligue des champions de la CAF 2008. L'US Possession et la Saint-Pauloise FC sont quant à elles reléguées.
En 2008, un changement s'opère avec la première place de la JS Saint-Pierroise qui détrône l'USST pour un point d'avance. Le club de Saint-Pierre est qualifié pour la ligue des champions de la CAF 2009. En bas de tableau, l'AS Chaudron et la SS Saint-Louisienne passent en division inférieure (une première pour le club Saint-Louisien).
La saison 2009 est réussi pour l'union sportive stade Tamponnaise qui retrouve le titre, seulement 1 an après l'avoir quitté. Le club du Tampon finit 8 points devant l'AS Excelsior, deuxième, et se qualifie pour la ligue des champions de la CAF 2010. En bas de tableau, le Trois Bassins FC et le CO Terre-Sainte sont relégués en division inférieure.
Les Tamponnais enchaînent en 2010 en s'imposant cette fois-ci avec 5 points d'avance sur l'US Sainte-Marienne, deuxième. L'USST est qualifié pour la ligue des champions de la CAF 2011. À savoir que cette saison, quatre clubs sont relégués en division inférieure, afin de faire passer le championnat à 12 équipes pour la saison 2011. Ces 4 clubs sont la SS Gauloise, la SS Capricorne, le Rivière Sport et la SS Jeanne d'Arc.

### 2011-2014: Période instable et disparition de l'US Stade Tamponnaise

Logo de l'US Stade Tamponnaise

Cependant, le règne de l'USST est arrêté en 2011 par la Saint-Pauloise qui décroche son premier championnat, et obtient son ticket pour la ligue des champions de la CAF 2012, avec trois points d'avance sur le Tampon. Côté relégation, l'AJ Petite-île et l'US Bénédictins tout juste promu, passent en division inférieure.
Cet échec Tamponnais se répète en 2012, où le club est cette fois-ci battu par la Saint-Louisienne, avec 5 points de retard. Le club Saint-Louisien se qualifie ainsi pour la ligue des champions de la CAF 2013. En bas du classement, l'AS Marsouins et le FC Avirons sont relégués en division inférieure.
La saison 2013 voit l'US Sainte-Marienne remporter son premier titre de champion de la Réunion, et se qualifier pour la ligue des champions de la CAF 2014, avec 4 points d'avance sur la Saint-Pauloise FC, deuxième. En bas du tableau, le Saint-Denis FC et le Rivière Sport passent en division inférieure. Fin 2013, la situation financière de l'USST est critique. Le club accuse un déficit de 900 000 euros. Le 4 juin 2014, André Thien Ah Koon, maire du Tampon, annonce que la mairie de la ville va cesser de subventionner le club. Le lendemain, une dernière réunion est organisée entre les dirigeants, les joueurs et les différents acteurs de l'association. Le 5 juin 2014 au soir, les dirigeants de l'USST demandent la liquidation judiciaire du club. Le 17 juin 2014, la liquidation judiciaire est prononcée par le tribunal de commerce de Saint-Pierre. La disparition de l'USST constitue à ce jour l'une des plus grandes pertes du football réunionnais.
À la suite de la disparition du club, le nombre d'équipes passe de 12 à 11 lors du championnat 2014. La Saint-Pauloise FC sort vainqueur de la compétition avec 2 points d'avance sur l'AS Excelsior, deuxième. Le club de Saint-Paul se qualifie pour la ligue des champions de la CAF 2015. Afin d'avoir un championnat à 12 équipes pour la saison 2015, seul l'AS Capricorne, dernier, est relégué.

### Depuis 2015: Nouvelle période de domination Saint-Pierroise et chute de la Saint-Louisienne

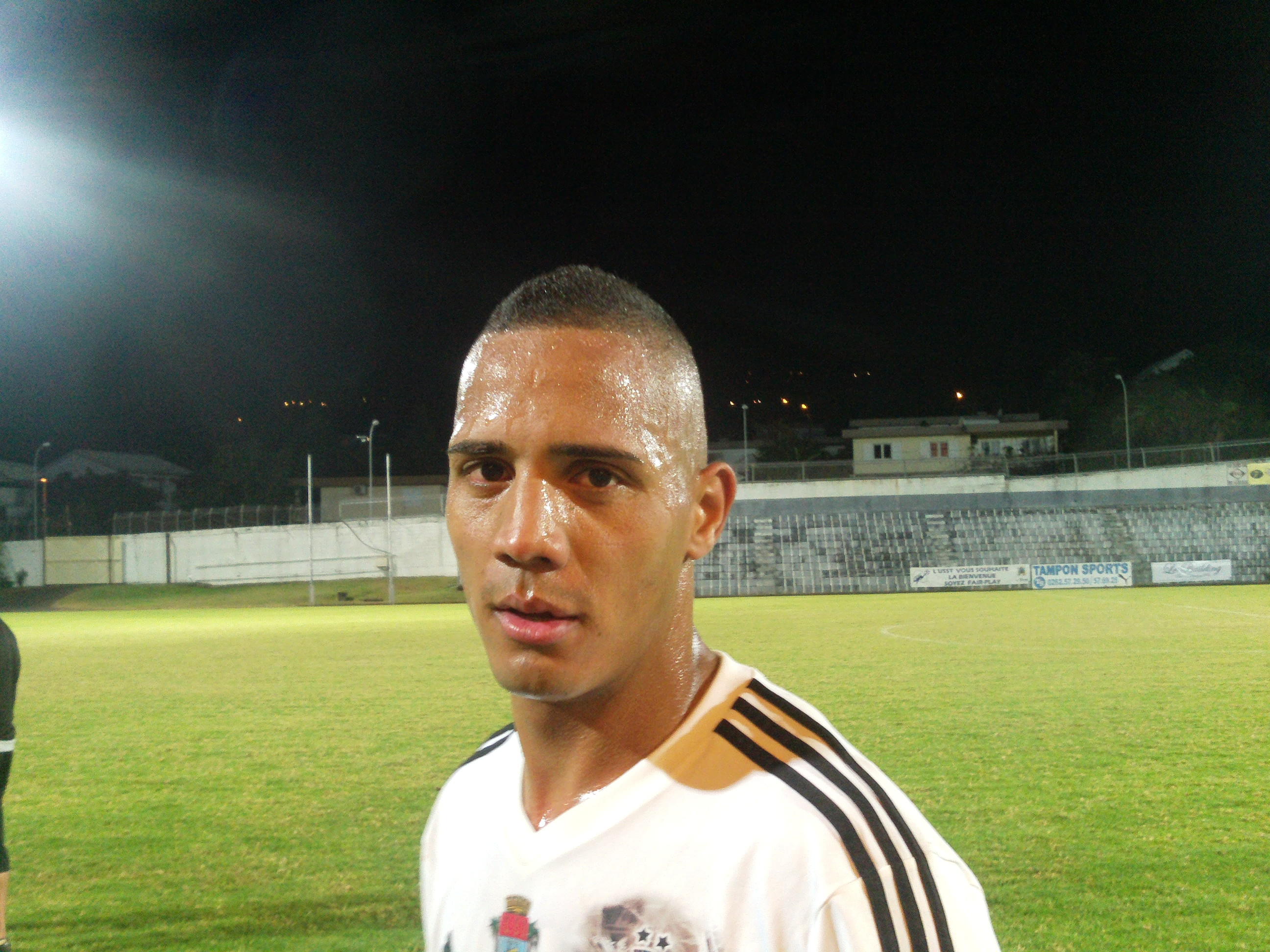
Jean-Michel Fontaine, auteur de 118 buts sur ses 136 matchs avec la saint-pierroise

Après une saison 2014 remportée par la Saint-Pauloise, une nouvelle ère de domination débute pour la Saint-Pierroise qui remporte tous les championnats de 2015 à 2019. La saison 2020 est une saison particulière : seuls les matchs aller sont joués du fait de la crise sanitaire liée au covid-19 qui touche le monde entier. L'AS Excelsior est donc sacrée championne pour la deuxième fois de son histoire, avec 40 points.
La saison 2015 voit la Saint-Pierroise s'imposé pour la première fois depuis 2008, avec 6 points d'avance sur la SS Saint-Louisienne, deuxième. Les cigognes obtiennent ainsi leur ticket pour la ligue des champions de la CAF 2016. En bas du tableau, l'US Bénédictins et l'ARC Bras-Fusil sont relégués en division inférieure.
Le club Saint-Pierrois enchaîne en remportant un deuxième titre consécutif en 2016-2017, avec une large avance de 14 points sur l'US Sainte-Marienne. Le club se qualifie pour la ligue des champions de la CAF 2017. Côté relégation, l'AS Capricorne et le JS Piton Saint-leu passent en régional 2.
C'est en 2017 que la JSSP bat tous les records : le club parvient à obtenir un total de 100 points en l'espace d'une seule saison, ce qui est une première dans l'histoire du football réunionnais. De plus, les noirs et blancs remportent 24 match (nouveau record) et ne concède aucune défaite (troisième club après la Saint-Louisienne et l'USST à réaliser cet exploit). Le club réalise seulement deux matchs nuls face au Saint-Denis FC et l'AS Excelsior, deuxième du championnat à 22 points du leader (plus gros écart de l'histoire entre le premier et son dauphin). Le club Saint-Pierrois se qualifie pour la ligue des champions de la CAF 2018. En bas du tableau, l'ASC Grand Bois et le Trois-Bassins FC, tous les deux promus en début de saison, sont relégués.
La saison 2018 est beaucoup plus serrée que la saison précédente mais l'issue reste la même : la Saint-Pierroise est sacré championne avec 1 point d'avance sur la Jeanne d'Arc, deuxième. Côté relégation, l'OCSA Léopards et l'AJ Petite-Île passent en division inférieure.
Le championnat 2019 voit les cigognes s'imposer pour la cinquième fois consécutive, cette fois-ci avec 4 points d'avance sur l'US Sainte-Marienne, deuxième. Mais cette saison est surtout marquée par la relégation de la SS Saint-Louisienne, avant-dernier et à égalité de point avec la Sainte-Suzanne, lanterne rouge. C'est la deuxième fois depuis la création du championnat il y a 69 ans que le club est relégué après celle de la saison 2008.
La série de la JS Saint-Pierroise s'arrête en 2020 avec le sacre de l'AS Excelsior, a égalité de points avec le Saint-Denis Football club. Le club Saint-Pierrois termine deuxième à 3 points du leader. Lors de cette saison, le championnat, qui devait initialement compter 26 journées, a été arrêté au bout de la treizième à la suite du confinement lié à la première vague du Covid-19 touchant la France et menaçant la Réunion. La LRF prend ainsi la décision de stopper définitivement la compétition et de déclarer l'AS Excelsior vainqueur (le club étant à la première du classement juste avant l'arrêt du championnat). C'est dans ce même contexte que le SDEFA et la Saint-Pauloise FC passent en division inférieure.
En 2021, les équipes sont placées dans deux groupes de 8 (groupe A et groupe B) à la suite du refus de la FFF de faire passer le championnat à un seul groupe de 16 équipes. Le règlement stipule tout d'abord que les 4 premiers de chaque groupe sont qualifiés pour les Play Offs du championnat, tandis que les 4 derniers jouent les barrages (plays Downs). Cependant, le rebond épidémique du covid-19 sur l'île de la Réunion pousse la LRF à changer de règlement. Finalement, seuls les deux premiers de chaque groupe s'affrontent pour déterminer lequel est sacré champion de la Réunion, tandis que dans le bas de tableau, 4 équipes sont rétrogradées. La finale oppose ainsi l'AS Excelsior, vainqueur du groupe A est tenante du titre, à la Tamponnaise, vainqueur du groupe B. Le match, disputé au stade Michel-Volnay à Saint-Pierre, voit la Tamponnaise l'emporter après prolongation 3 buts à 2 face au club de Saint-Joseph. Le club du Tampon obtient ainsi son premier titre seulement 8 ans après sa création. Côté relégation, le SDEFA, l'AS Bretagne, l'ACF Piton Saint-Leu et l'ASC Makes passent en division inférieure.
Le 21 Mai 2021, l'AS Saint-Louisienne, considérablement fragilisé par sa relégation et par la pandémie du Covid-19, est placé en liquidation judiciaire par le tribunal de commerce de Saint-Pierre. Le club accuse alors un déficit de 300 000 euros. Cependant, une grande mobilisation à lieu entre les supporters, la mairie, les sponsors et les différents acteurs du club afin de sauver l'ASSL.
le 30 juin 2021, la mise en liquidation du club est finalement annulée grâce au soutien de la municipalité de Saint-Louis d'une part mais surtout grâce aux habitants qui ont œuvré dans l'ombre en mettant en relation les anciens présidents du club avec la nouvelle équipe.
Le 12 Février 2022, le club Saint-Louisien est relégué administrativement en régional 3, dernier échelon du football péi.
Le 3 Septembre 2022, le club est définitivement sauvé de la disparition à la suite de la validation de son plan de redressement.
La saison 2022 de Régional 1 voit le Saint-Denis FC obtenir le premier trophée de son histoire au terme d'une saison sans concurrence pour les jaunes et verts. Il s'impose avec une large avance de 12 points sur la Saint-Pierroise. En bas du tableau, le FC Parfin, l'AS Marsouins et la JS Sainte-Rosienne descendent en division inférieure. L'AS Sainte-Suzanne, onzième, parvient à se maintenir à la suite du match de barrage. 

Le championnat réunionnais est composé de plusieurs équipes historiques. Aujourd'hui, seuls trois clubs ont dépassé la barre des 10 titres de champions de la réunion :
- La Saint-Pierroise avec 21 titres, toujours en régional 1 actuellement.
- La Saint-Louisienne avec 16 titres, qui est aujourd'hui en régional 1.
- L'US Stade Tamponnaise avec 11 titres, qui a disparu en 2014.

#### Stades
Du fait de la faible population de l'île de la Réunion (environ 900 000 habitants), les infrastructures comme les stades de foot possèdent une faible capacité d'accueil, ce qui s'avère cependant suffisant dans la plupart des cas. Le stade le plus grand de l'île et du championnat réunionnais est le stade Jean-Ivoula, qui peut contenir jusqu'à 12 500 personnes et où réside le Saint-Denis Football Club. Plusieurs autres stades font grandement partie du paysage du championnat réunionnais comme le stade Michel-Volnay où réside la Saint-Pierroise, le stade Théophile-Hoarau où l'on peut retrouver l'AS Saint-Louisienne et l'AF Saint-Louis, ou encore le stade Paul-Julius-Bénard où joue actuellement la Saint-Pauloise.

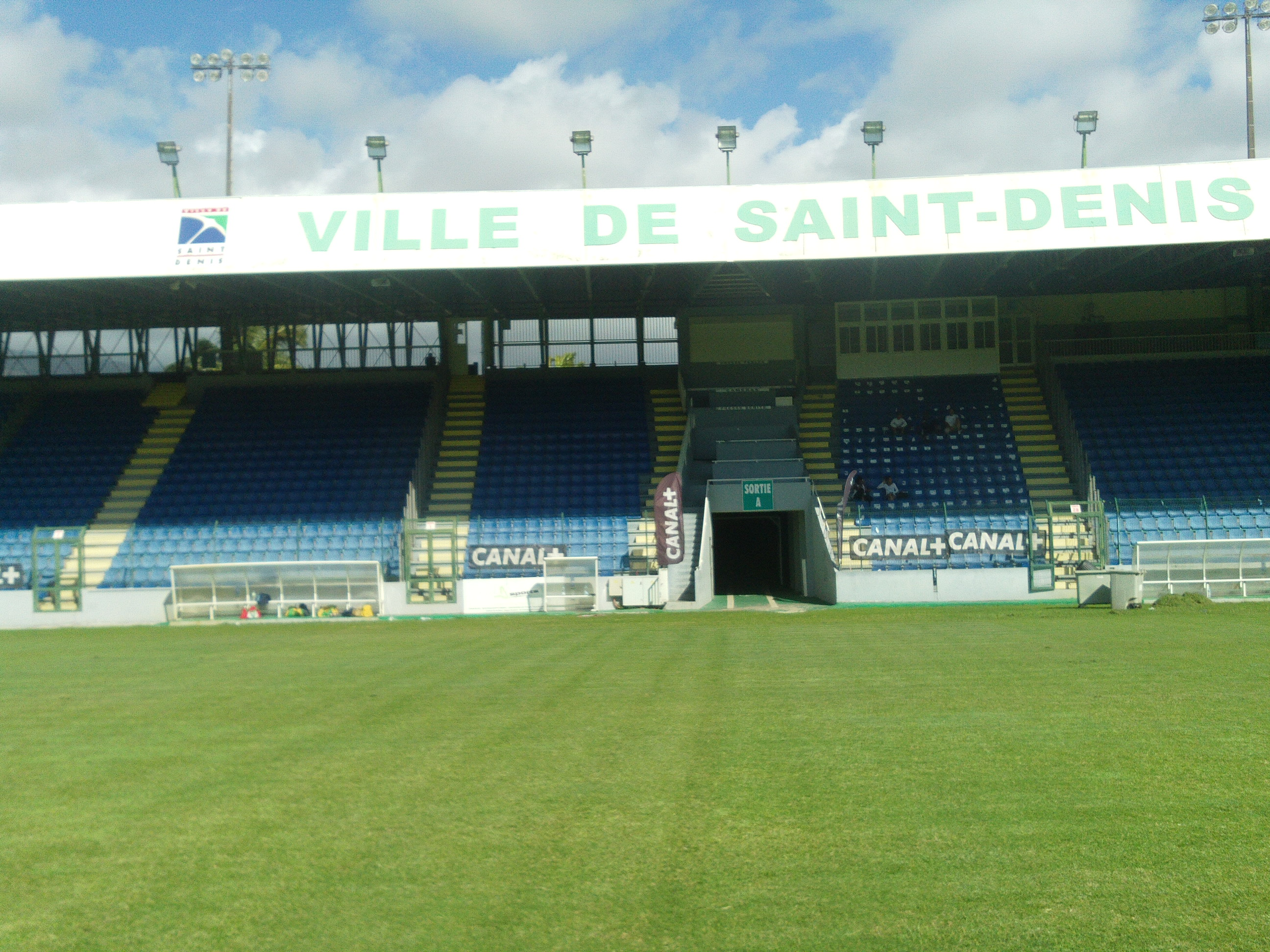
Stade Jean Ivoula
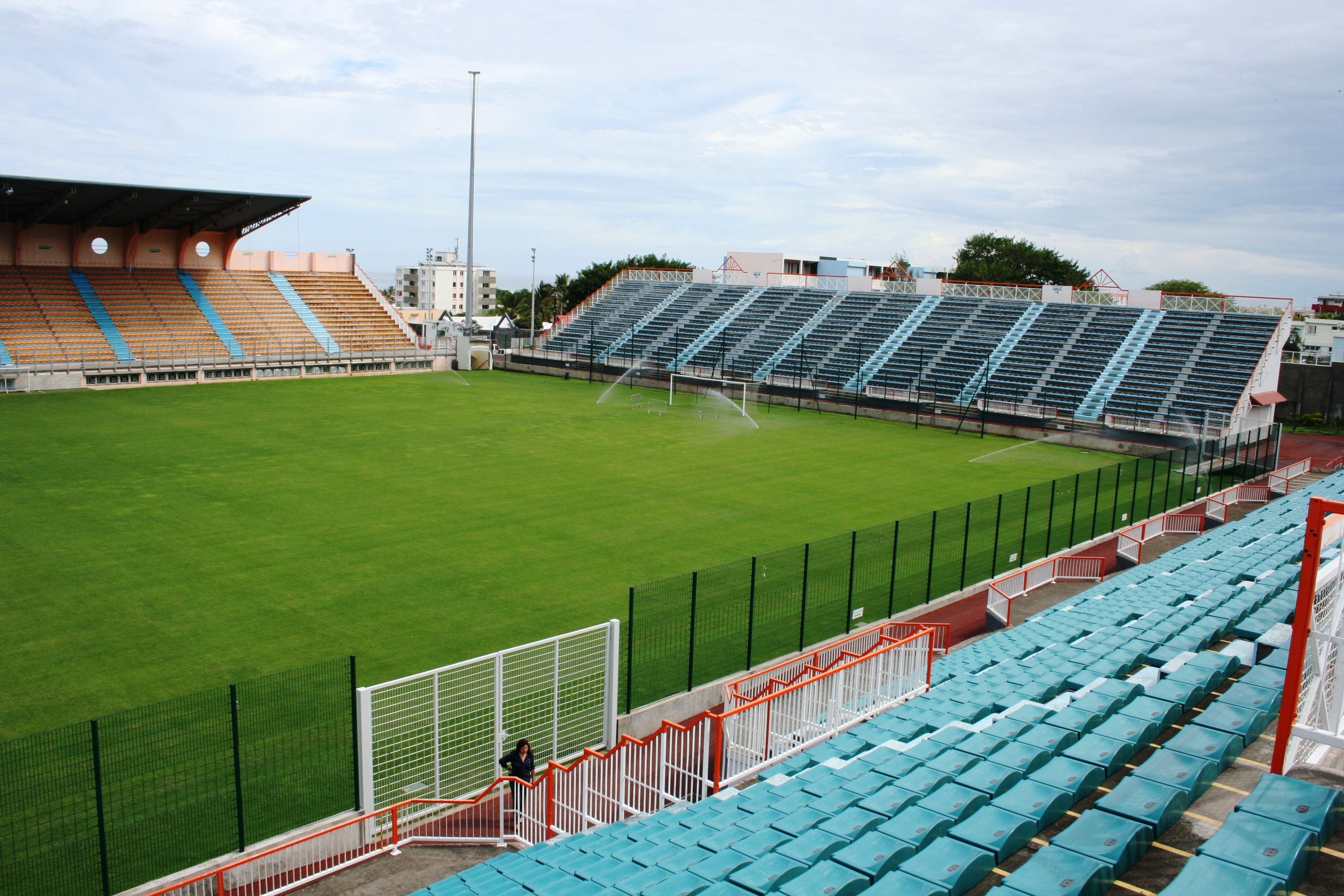
Stade Michel-Volnay
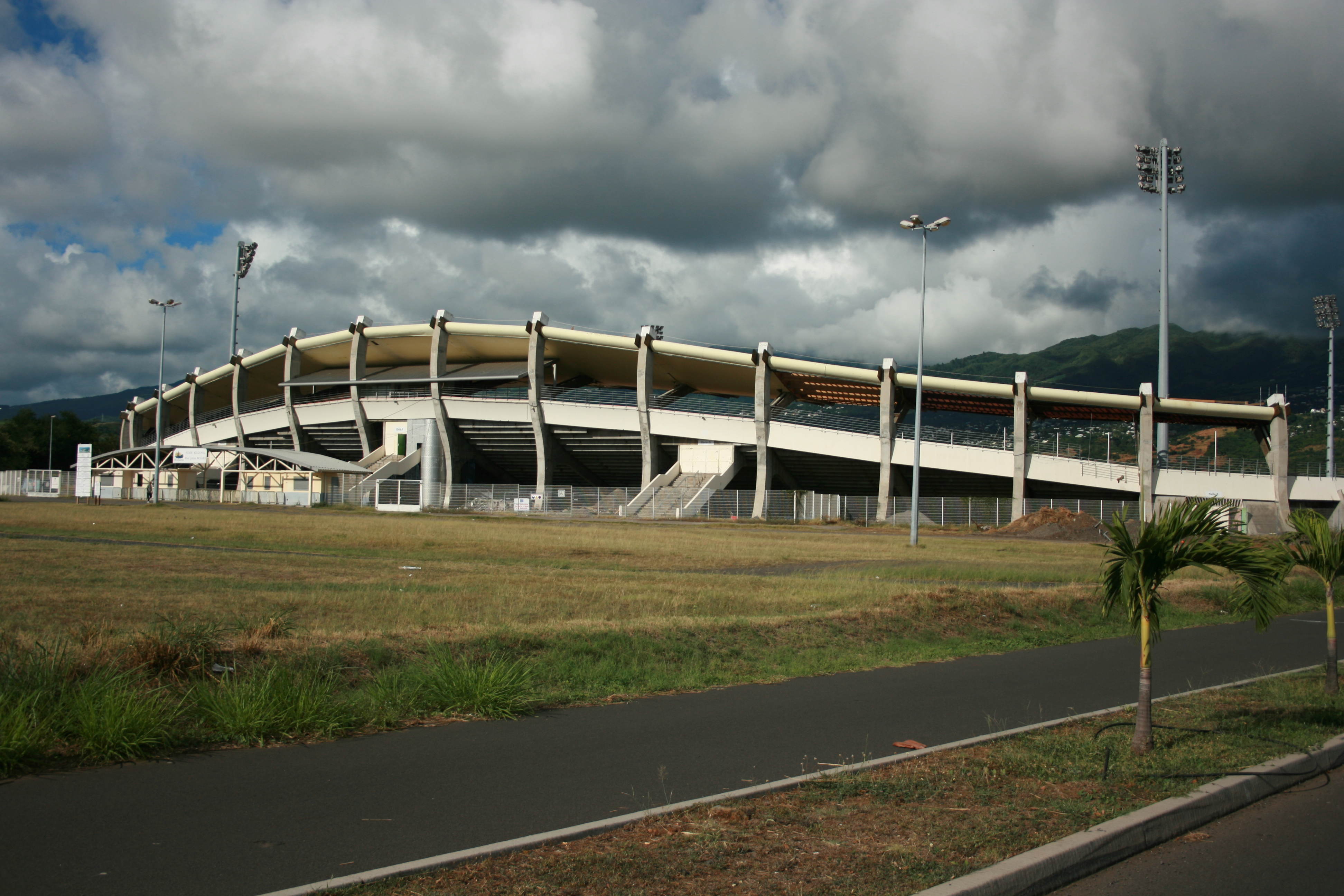
Stade Paul-Julius-Bénard
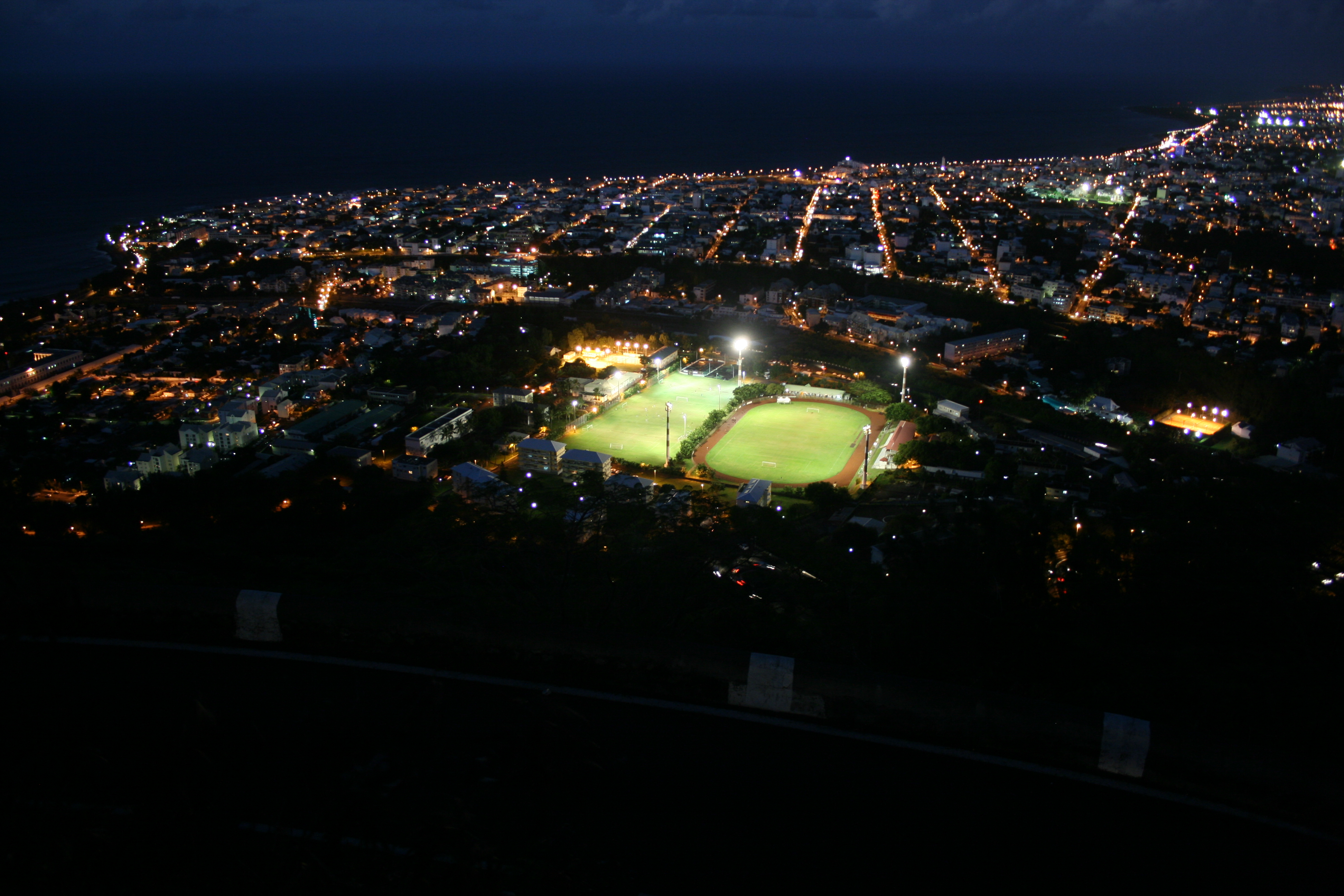
Stade de La Redoute (terrain de droite)

## Palmarès et bilan

### Palmarès
Depuis le championnat de la Réunion 1950 jusqu'à la saison 2021, 72 titres ont été mis en jeu. Sur les 12 clubs qui sont parvenus à remporter le championnat, le plus titré est la JS Saint-pierroise avec 21 titres. Suivent l'AS Saint-Louisienne avec 16 titres, et l'US Stade Tamponnaise avec 10 titres.
| Saison    | Clubs | Champion             | Pts  | Dauphin                   | Pts  |
| 1950      | n.c.  | SS Patriote          | n.c. | n.c.                      | n.c. |
| 1951      | n.c.  | SS Patriote          | n.c. | n.c.                      | n.c. |
| 1952      | n.c.  | SS Jeanne d'Arc      | n.c. | n.c.                      | n.c. |
| 1953      | n.c.  | SS Patriote          | n.c. | n.c.                      | n.c. |
| 1954      | n.c.  | SS Patriote          | n.c. | n.c.                      | n.c. |
| 1955      | n.c.  | SS Patriote          | n.c. | n.c.                      | n.c. |
| 1956      | 12    | JS Saint-Pierroise   | 36   | SS Patriote               | 34   |
| 1957      | 10    | JS Saint-Pierroise   | 25   | Bourbon C                 | 22   |
| 1958      | 10    | SS Saint-Louisienne  | n.c. | SS Jeanne d'Arc           | n.c. |
| 1959      | 16    | JS Saint-Pierroise   | 33   | SS Charles de Foucauld    | 33   |
| 1960      | 10    | JS Saint-Pierroise   | 48   | SS Jeanne d'Arc           | 41   |
| 1961      | 10    | JS Saint-Pierroise   | 47   | Bourbon C                 | 45   |
| 1962      | 8     | SS Patriote          | 29   | JS Saint-Pierroise        | 27   |
| 1963      | 8     | SS Saint-Louisienne  | 36   | JS Saint-Pierroise        | 34   |
| 1964      | 8     | SS Saint-Louisienne  | 35   | JS Saint-Pierroise        | 34   |
| 1965      | 10    | SS Saint-Louisienne  | 49   | SS Tamponnaise            | 44   |
| 1966      | 10    | SS Saint-Louisienne  | 49   | SS Tamponnaise            | 42   |
| 1967      | 10    | SS Saint-Louisienne  | 46   | SS Patriote               | 43   |
| 1968      | 10    | SS Saint-Louisienne  | 46   | SS Jeanne d'Arc           | 45   |
| 1969      | 10    | SS Saint-Louisienne  | 45   | SS Jeanne d'Arc           | 44   |
| 1970      | 10    | SS Saint-Louisienne  | 44   | SS Excelsior              | 44   |
| 1971      | 10    | JS Saint-Pierroise   | 41   | SS Saint-Louisienne       | 36   |
| 1972      | 10    | JS Saint-Pierroise   | 48   | SS Patriote               | 41   |
| 1973      | 13    | JS Saint-Pierroise   | 64   | SS Excelsior              | 60   |
| 1974      | 12    | SS Excelsior         | 59   | JS Saint-Pierroise        | 52   |
| 1975      | 12    | JS Saint-Pierroise   | 53   | SS Excelsior              | 53   |
| 1976      | 12    | JS Saint-Pierroise   | 55   | FC Ouest                  | 53   |
| 1977      | 12    | FC Ouest             | 57   | SS Excelsior              | 52   |
| 1978      | 12    | JS Saint-Pierroise   | 56   | CS Saint-Denis            | 53   |
| 1979      | 12    | SS Saint-Pauloise    | 59   | US Bénédictine            | 51   |
| 1980      | 12    | CS Saint-Denis       | 57   | SS Saint-Pauloise         | 53   |
| 1981      | 12    | SS Saint-Pauloise    | 55   | US Bénédictine            | 54   |
| 1982      | 12    | SS Saint-Louisienne  | 52   | CS Saint-Denis            | 49   |
| 1983      | 12    | SS Saint-Pauloise    | 51   | FC Ouest                  | 51   |
| 1984      | n.c.  | CS Saint-Denis       | n.c. | n.c.                      | n.c. |
| 1985      | 14    | SS Saint-Pauloise    | 64   | JS Saint-Pierroise        | 63   |
| 1986      | 14    | SS Saint-Pauloise    | 68   | CS Saint-Denis            | 65   |
| 1987      | 14    | CS Saint-Denis       | 64   | SS Saint-Pauloise         | 64   |
| 1988      | 14    | SS Saint-Louisienne  | 61   | US Stade Tamponnaise      | 60   |
| 1989      | 14    | JS Saint-Pierroise   | 64   | CS Saint-Denis            | 60   |
| 1990      | 14    | JS Saint-Pierroise   | 63   | US Stade Tamponnaise      | 60   |
| 1991      | 14    | US Stade Tamponnaise | 67   | CS Saint-Denis            | 67   |
| 1992      | 12    | US Stade Tamponnaise | 61   | CS Saint-Denis            | 52   |
| 1993      | 12    | JS Saint-Pierroise   | 54   | CS Saint-Denis            | 54   |
| 1994      | 12    | JS Saint-Pierroise   | 56   | US Stade Tamponnaise      | 54   |
| 1995      | 12    | CS Saint-Denis       | 54   | US Stade Tamponnaise      | 51   |
| 1996      | 12    | JS Saint-Pierroise   | 65   | SS Saint-Louisienne       | 65   |
| 1997      | 14    | SS Saint-Louisienne  | 79   | US Stade Tamponnaise      | 73   |
| 1998      | 14    | SS Saint-Louisienne  | 84   | US Stade Tamponnaise      | 81   |
| 1999      | 14    | US Stade Tamponnaise | 86   | JS Saint-Pierroise        | 78   |
| 2000      | 14    | AS Marsouins         | 77   | US Stade Tamponnaise      | 75   |
| 2001      | 14    | SS Saint-Louisienne  | 81   | JS Saint-Pierroise        | 81   |
| 2002      | 14    | SS Saint-Louisienne  | 89   | US Stade Tamponnaise      | 74   |
| 2003      | 14    | US Stade Tamponnaise | 88   | SS Saint-Louisienne       | 88   |
| 2004      | 14    | US Stade Tamponnaise | 82   | SS Excelsior              | 78   |
| 2005      | 14    | US Stade Tamponnaise | 88   | SS Excelsior              | 87   |
| 2006      | 14    | US Stade Tamponnaise | 88   | JS Saint-Pierroise        | 81   |
| 2007      | 14    | US Stade Tamponnaise | 89   | SS Excelsior              | 82   |
| 2008      | 14    | JS Saint-Pierroise   | 88   | US Stade Tamponnaise      | 87   |
| 2009      | 14    | US Stade Tamponnaise | 82   | AS Excelsior              | 74   |
| 2010      | 14    | US Stade Tamponnaise | 77   | US Sainte-Marienne        | 72   |
| 2011      | 12    | Saint-Pauloise FC    | 69   | US Stade Tamponnaise      | 65   |
| 2012      | 12    | SS Saint-Louisienne  | 72   | US Stade Tamponnaise      | 67   |
| 2013      | 12    | US Sainte-Marienne   | 67   | Saint-Pauloise FC         | 63   |
| 2014      | 12    | Saint-Pauloise FC    | 68   | AS Excelsior              | 66   |
| 2015      | 12    | JS Saint-Pierroise   | 71   | AS Saint-Louisienne       | 65   |
| 2016-2017 | 14    | JS Saint-Pierroise   | 92   | US Sainte-Marienne        | 78   |
| 2017      | 14    | JS Saint-Pierroise   | 100  | AS Excelsior              | 78   |
| 2018      | 14    | JS Saint-Pierroise   | 85   | SS Jeanne d'Arc           | 84   |
| 2019      | 14    | JS Saint-Pierroise   | 86   | US Sainte-Marienne        | 82   |
| 2020      | 14    | AS Excelsior         | 40   | Saint-Denis Football Club | 40   |
| 2021      | 16    | La Tamponnaise       | 51   | AS Excelsior              | 48   |
| 2022      | 14    | Saint-Denis FC       | 91   | JS Saint-Pierroise        | 72   |
| 2023      | 14    | AS Excelsior         | 87   | JS Saint-Pierroise        | 85   |
| 2024      | 14    | AS Excelsior         | 85   | Saint-Pauloise FC         | 79   |

### Bilan par club
| Rang | Club                 | Titres | Année |
| ---- | -------------------- | ------ | --- |
| 1    | JS Saint-Pierroise   | 22     | 1956, 1957, 1959, 1960, 1961, 1971, 1972, 1973, 1975, 1976, 1978, 1989, 1990, 1993, 1994, 1996, 2008, 2015, 2016, 2017, 2018, 2019 |
| 2    | AS Saint-Louisienne  | 16     | 1958, 1963, 1964, 1965, 1966, 1967, 1968, 1969, 1970, 1982, 1988, 1997, 1998, 2001, 2002 et 2012                                   |
| 3    | US Stade Tamponnaise | 10     | 1991, 1992, 1999, 2003, 2004, 2005, 2006, 2007, 2009 et 2010                                                                       |
| 4    | SS Patriote          | 6      | 1950, 1951, 1953, 1954, 1955 et 1962                                                                                               |
| 5    | SS Saint-Pauloise    | 5      | 1979, 1981, 1983, 1985 et 1986 |
| 6    | CS Saint-Denis       | 5      | 1980, 1984, 1987, 1995 et 1996 |
| 7    | SS Excelsior         | 4      | 1974, 2020, 2023, 2024 |
| 8    | Saint-Pauloise FC    | 2      | 2011, 2014 |
| 9    | SS Jeanne d'Arc      | 1      | 1952 |
| 9    | FC Ouest             | 1      | 1977 |
| 9    | AS Marsouins         | 1      | 2000 |
| 9    | US Sainte-Marienne   | 1      | 2013 |
| 9    | La Tamponnaise       | 1      | 2021 |
| 9    | Saint-Denis FC       | 1      | 2022 |

### Bilan par villes
Saint-Pierre est la ville qui compte le plus de titres de champions, avec 21 trophées, suivi par Saint-louis avec 16 titres, puis le Tampon et Saint-Denis, tous les deux à 11 titres.
| Rang | Ville        | Titres | Avec                                             | Année |
| ---- | ------------ | ------ | ------------------------------------------------ | --- |
| 1    | Saint-Pierre | 22     | JS Saint-pierroise                               | 1956, 1957, 1959, 1960, 1961, 1971, 1972, 1973, 1975, 1976, 1978, 1989, 1990, 1993, 1994, 1996, 2008, 2015, 2016, 2017, 2018, 2019 |
| 2    | Saint-Louis  | 16     | AS Saint-louisienne                              | 1958, 1963, 1964, 1965, 1966, 1967, 1968, 1969, 1970, 1982, 1988, 1997, 1998, 2001, 2002 et 2012                                   |
| 3    | Saint-Denis  | 12     | SS Patriote, CS Saint-denis et Saint-Denis FC    | 1950, 1951, 1953, 1954, 1955, 1962, 1980, 1984, 1987, 1995, 1996 et 2022                                                           |
| 4    | Le Tampon    | 11     | US Stade Tamponnaise et La Tamponnaise           | 1991, 1992, 1999, 2003, 2004, 2005, 2006, 2007, 2009, 2010 et 2021                                                                 |
| 5    | Saint-Paul   | 8      | FC Ouest, SS Saint-Pauloise et Saint-Pauloise FC | 1977, 1979, 1981, 1983, 1985, 1986, 2011 et 2014                                                                                   |
| 6    | Saint-Joseph | 4      | AS Excelsior                                     | 1974, 2020, 2023 et 2024 |
| 7    | Le Port      | 1      | SS Jeanne d'Arc                                  | 1952 |
| 7    | Saint-Leu    | 1      | AS Marsouins                                     | 2000 |
| 7    | Sainte-Marie | 1      | US Sainte-marienne                               | 2013 |

## Les compétitions Africaines

Logo de la CAF.

En 1992, la Ligue Réunionnaise de Football devient membre associé de la CAF (Confédération Africaine de Football). Ce n'est qu'en 1994 que les clubs réunionnais découvrent les joutes africaines. le premier du championnat se qualifie pour la Coupe des clubs Champions d'Afrique, devenu plus tard la Ligue des Champions de la CAF, le vainqueur de la coupe de la Réunion se qualifie pour la Coupe de la CAF tandis que le finaliste participe à la Coupe d'Afrique des Vainqueurs de coupes. En Ligue des Champions, seule la Saint-Louisienne aura atteint les phases de groupes, en 1999.
En coupe de la CAF, le CS Saint-Denis fait un excellent parcours en 1994 en atteignant les demi-finales face au futur vainqueur de la Coupe, le Bendel Insurance.
Le dernier représentant réunionnais en Ligue des Champions est l'AS Saint Louisienne battue en février 2017 au premier tour par les Sud-Africains de Bidvest Wits (victoire 2-1 au match aller de la Saint Louisienne puis victoire 3-1 de Bidvest au match retour). Depuis 2012, les clubs réunionnais fuient les coupes continentales en raison des frais de participation élevés mais également à cause de l'insécurité qui règne dans certains pays d'Afrique depuis quelques années.
| Année/Coupe | Ligue des champions de la CAF & Coupe des clubs champions de la CAF | Coupe de la CAF                                       | Coupe d'Afrique des Vainqueurs de coupes             |
| ----------- | ------------------------------------------------------------------- | ----------------------------------------------------- | ---------------------------------------------------- |
| 1994        | JS Saint-pierroise (éliminé au 1er tour)                            | CS Saint-denis (éliminé en demi-finale)               | US Stade Tamponnaise (éliminé en quarts de finale)   |
| 1995        | JS Saint-pierroise (éliminé au 2e tour)                             | US Stade Tamponnaise (éliminé au 1er tour)            | US Saint-André Léopards (éliminé au 1er tour)        |
| 1996        | CS Saint-denis (éliminé au 1er tour)                                | US Stade Tamponnaise (éliminé en quarts de finale)    | SS Saint-louisienne (éliminé au 1er tour)            |
| 1997        | JS Saint-pierroise (éliminé au 2e tour)                             | US Stade Tamponnaise (éliminé au 1er tour)            | SS Saint-louisienne (éliminé en demi-finale)         |
| 1998        | SS Saint-louisienne (éliminé au tour préliminaire)                  | Aucun club                                            | AS Marsouins (éliminé au 1er tour)                   |
| 1999        | SS Saint-louisienne (éliminé en phase de groupes)                   | US Stade Tamponnaise (éliminé en huitièmes de finale) | AS Marsouins (éliminé au 1er tour)                   |
| 2000        | US Stade Tamponnaise (éliminé au 1er tour)                          | Aucun club                                            | SS Saint-louisienne (éliminé en demi-finale)         |
| 2001        | AS Marsouins (éliminé au 1er tour)                                  | Aucun club                                            | US Stade Tamponnaise (éliminé au 1er tour)           |
| 2002        | SS Saint-louisienne (éliminé au 1er tour)                           | JS Saint-pierroise (éliminé au 1er tour)              | SS jeanne d'Arc (disqualifié en huitièmes de finale) |
| 2003        | SS Saint-louisienne (éliminé au 1er tour)                           | Aucun club                                            | Aucun club                                           |
| 2004        | US Stade Tamponnaise (forfait au tour préliminaire)                 |                                                       |                                                      |
| 2005        | Aucun club                                                          |                                                       |                                                      |
| 2006        | AS Excelsior (éliminé au tour préliminaire)                         |                                                       |                                                      |
| 2007        | JS Saint-pierroise (forfait au tour préliminaire)                   |                                                       |                                                      |
| 2008        | US Stade Tamponnaise (éliminé au 1er tour)                          |                                                       |                                                      |
| 2009        | US Stade Tamponnaise (éliminé au 1er tour)                          |                                                       |                                                      |
| 2010        | US Stade Tamponnaise (éliminé au 1er tour)                          |                                                       |                                                      |
| 2011        | Aucun club                                                          |                                                       |                                                      |
| 2012        | Aucun club                                                          |                                                       |                                                      |
| 2013        | Aucun club                                                          |                                                       |                                                      |
| 2014        | Aucun club                                                          |                                                       |                                                      |
| 2015        | Aucun club                                                          |                                                       |                                                      |
| 2016        | Aucun club                                                          |                                                       |                                                      |
| 2017        | SS Saint-louisienne (éliminé au tour préliminaire)                  |                                                       |                                                      |
| Depuis 2018 | Aucun club                                                          |                                                       |                                                      |

## Format de la compétition
| \| US Sainte-Marienne Capricorne Excelsior Jeanne d'Arc AS Sainte-Suzanne AF Saint-Louis JS Sainte-Rosienne Saint-Denis FC AS Marsouins Tamponnaise Trois-Bassins FC JSSP St-Pauloise FC Parfin \| Localisation des clubs engagés dans le championnat 2022. |
| US Sainte-Marienne Capricorne Excelsior Jeanne d'Arc AS Sainte-Suzanne AF Saint-Louis JS Sainte-Rosienne Saint-Denis FC AS Marsouins Tamponnaise Trois-Bassins FC JSSP St-Pauloise FC Parfin                                                                |

De la création du championnat en 1950 jusqu'à la saison 2020 (excepté en 1959), la compétition est organisée sous forme d'un classement dans lequel l'équipe qui a le plus de points est classée 1re et déclarée vainqueur du championnat, tandis que les équipes avec le moins de points sont reléguées (un, deux ou trois clubs selon les saisons). La compétition oppose généralement une dizaine de clubs réunionnais qui s'affrontent sur une vingtaine de journées. Les équipes qui sont avec le même nombre de points sont départagées par leurs différences de buts respectives.
En 1959, les équipes sont placées dans deux groupes de huit (zone nord et zone sud). Les deux premiers de chaque groupe s'affrontent pour déterminer qui va en finale du championnat. Le vainqueur de la finale est sacré champion. Seule la JS Saint-pierroise a été sacrée avec ce format.
De 2011 à 2015, le championnat compte 12 équipes (avec une exception en 2014 où la compétition s'est déroulée avec 11 équipes) et s'étale sur 22 journées, les équipes s'affrontant 2 fois selon le système des matchs allers et retours.
En 2016, le championnat se base sur le calendrier de la métropole et se joue à cheval sur deux ans, d'avril 2016 à avril 2017, avec un retour à 14 clubs. L'appellation change aussi pour « D1 Régionale ».
En 2017, en vue de revenir à l'ancien calendrier dès 2018, le championnat est concentré sur cinq mois (juillet-décembre) et prend l'appellation « Régionale 1 ». Nouveauté : l'équipe qui termine 12e dispute un barrage avec le meilleur deuxième de Régionale 2 pour espérer évoluer en R1 la saison suivante.
En 2021, les équipes sont placées dans deux groupes de 8 (groupe A et groupe B). Le règlement stipule tout d'abord que les 4 premiers de chaque groupe sont qualifiés pour les Play Offs du championnat, tandis que les 4 derniers jouent les barrages (plays Downs). Cependant, le rebond épidémique du covid-19 sur l'île de la Réunion pousse la LRF à changer de règlement. Finalement, seuls les deux premiers de chaque groupe s'affrontent pour déterminer lequel est sacré champion de la Réunion, tandis que dans le bas de tableau, 4 équipes sont rétrogradées.
Une victoire rapporte 4 points, un match nul 2 points et une défaite 1 point.

## Meilleurs Buteurs
| Années    | Meilleur Buteurs     | Équipes              | Buts |
| --------- | -------------------- | -------------------- | ---- |
| 2023      | Angelo               | AS Excelsior         | 19   |
| 2019      | Jean-Michel Fontaine | JS Saint-Pierroise   | 21   |
| 2018      | Jean-Michel Fontaine | JS Saint-Pierroise   | 20   |
| 2017      | Jean-Michel Fontaine | JS Saint-Pierroise   | 22   |
| 2016-2017 | Jean-Michel Fontaine | JS Saint-Pierroise   | 19   |
| 2015      | Fabrice              | US Sainte-Marienne   | 14   |
| 2014      | Quentin Boesso       | JS Saint-Pierroise   | 13   |
| 2013      | Faissal Zaghar       | SS Saint-Louisienne  | 13   |
| 2012      | Georges Ba           | SS Saint-Louisienne  | 9    |
| 2011      | Mohamed El-Madaghri  | US Stade Tamponnaise | 11   |
| 2010      | Praxis Rabemananjara | Saint-Denis FC       | 12   |
| 2009      | Britton Mandilimana  | US Sainte-Marienne   | 20   |
| 2008      | Quentin Boesso       | JS Saint-Pierroise   | 23   |
| 2007      | Antoine Rasolofo     | AS Marsouins         | 19   |
| 2006      | Mamoudou Diallo      | JS Saint-Pierroise   | 21   |
| 2005      | Willy Visnelda       | SS Saint-Louisienne  | 12   |
| 2004      | Willy Robert         | Saint-Pauloise FC    | 20   |
| 2003      | Willy Robert         | Saint-Pauloise FC    | 20   |
| 2002      | Farid Kerkar         | US Possession        | 19   |
| 2001      | Bernard Lacollay     | AS Marsouins         | 22   |
| 2000      | Robert Rateau        | SS Capricorne        | 20   |